# Sanusí
Los sanusíes son los miembros de una Tariqa (orden sufí), cofradía sufí fundada en La Meca en 1837 por Sayyid Muhamad ibn Ali as-Senussi (1791-1859; su nombre también se encuentra con la forma Mohamed ben Ali-es-Senusi el Hassani el Idrisi) y extendida por Libia, Chad, Argelia, Sudán, Níger y Egipto. La cofradía sanusí batalló contra la presencia italiana, inglesa y francesa en estos territorios, accediendo el nieto del fundador de la orden, Idris I, al trono del Reino de Libia en 1951. Alrededor de la tercera parte de la población libia continúa afiliada a las congregaciones sanusíes.
También son conocidos como «senusistas». En 1837, Senusi creó su movimiento cerca de La Meca y fundó una serie de zauías (especie de monasterios) donde se enseñaba su doctrina de estricta y ascética ortodoxia religiosa y de animosidad hacia los cristianos. Sus objetivos eran claramente político-religiosos. Él y luego su hijo Sidi Muhammad al-Mahdi as-Senussi (1845-1902; otra forma del nombre es: Muhammad al-Mahdi bin Sayyid Muhammad as-Senussi) pretendieron la unificación de los musulmanes de África, en pasos sucesivos: buscaron crear las condiciones para la unión del mundo musulmán, para luego establecer un nuevo imperio musulmán, en el que se purgara al islam de lo que ellos consideraban eran defectos acumulados durante siglos. A principios del siglo XX, los sanusíes desarrollaron una serie de acciones de índole militar.

## La geografía de la antigua Libia

Composición geográfica de Libia.

El Estado moderno de Libia se compone de tres antiguas provincias otomanas: Tripolitania, Cirenaica y Fezán. El territorio era inadecuado para la agricultura y los cultivos debido a su clima árido y desértico. Por entonces, solo un 1 % del territorio era apto para el cultivo. Existía poca interacción entre las tres provincias debido a la amplia distancia entre ellas de caminos desérticos por tanto las provincias intentaban subsistir independientemente. Las provincias más fértiles se localizaban en Tripolitania y en Cirenaica donde las reservas de agua y las lluvias permitían un asentamiento concreto y trabajo de la agricultura y en gran parte permitían una estabilidad a la zona con el transporte de los cultivos. Fezán era la zona más pobre y árida y su mecanismo de subsistencia eran las caravanas y el transporte hacia el África subsahariana. Fezán era una zona con pocos habitantes, insuficiente y nómada. La población total de las tres provincias no llegaba al millón de habitantes, donde las enfermedades y las hambrunas hacían fluctuar el número de habitantes durante el siglo XIX.
Los grupos dominantes de la zona eran los bereberes y árabes. Los matrimonios mixtos eran comunes entre estos dos grupos lo que a la larga favorecieron la creación de una serie de redes familiares e influencias culturales tanto religiosas como de identidad que ayudaran a la entrada de la Orden en Cirenaica.
Estas fueron las características geográficas en la que se encontró la Orden Sanusí a su llegada a Cirenaica.

## La fe Sanusí

### Doctrina religiosa y expansión en Cirenaica
La Orden Sanusí es una orden sufí donde rige el sunismo ortodoxo. Esto implica una aceptación de la sunna y de las enseñanzas del profeta como ejemplo a emular. No obstante, el fundador de la Orden, Sayyid Muhammad ibn Ali as-Senussi rechazaba la ijma (consenso entre quienes tienen potestad de opinar en cuestiones de fe) y la qiyas (razonamiento por analogía basándose en los dichos y hechos del Profeta), acuerdos doctrinales del sunismo. Este rechazo es común en las escuelas ortodoxas islámicas donde intentan imponer una nueva doctrina diferenciadora y competir con otras escuelas acerca de cómo acceder a la fe.

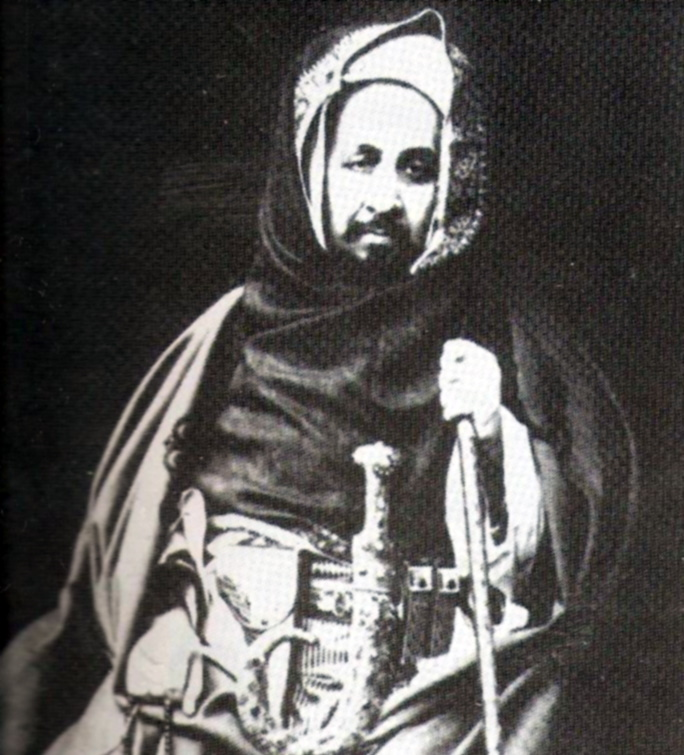
Sayyid Ahmed Sharif as-Senussi.

La Orden tiene un carácter altamente personalista en la figura de Sayyid Muhammad, donde su experiencia personal está presente en la doctrina. Su presencia en Marruecos cuando estudiaba en Fez le acercaron al misticismo y su presencia en Al-Azhar en Egipto le marcó en el plano político debido a la experiencia de la independencia. Su participación en diferentes órdenes sufíes hasta la creación de la suya le dio el conocimiento para poder moldear su propia doctrina. Su presencia en Arabia fue tolerada hasta que entró en conflicto con los ulemas wahabíes del momento que veían como la popularidad de Sayyid Muhammad iba en aumento, y condenaron su credo por supuesta herejía. Mohammed Senussi abandonó La Meca y se estableció en la región libia de Cirenaica en 1843; allí fundó, en las montañas próximas a lo que entonces era la población de Sidi Rafaa, el monasterio sufí de Zawiya Bayda ("Monasterio Blanco"; de ahí procede el nombre actual de la ciudad: Al Baida).
La crítica de Sayyid Muhammad iba hacia el orden establecido, considerando que los ulemas de Egipto se habían acomodado con las autoridades otomanas del momento dejando de lado la esencia religiosa.
Su doctrina se caracteriza por su interés en el razonamiento y estudio individual y en lograr una comunión entre la persona y Dios. Su aceptación del misticismo y la veneración a los santos fue tanto por interés religioso como político. Por un lado, el religioso se debe a trascender espiritualmente y lograr una comunión directa con Dios, satisfaciendo la necesidad espiritual de los musulmanes. Por otro lado, el peso político de aceptar el misticismo y la veneración de los santos se debe a legitimarse ante las comunidades beduinas practicantes del sufismo donde los santos son el lazo directo con Dios. Para la Orden, el misticismo es un factor complementario y no substituye el razonamiento y la guía moral de los musulmanes. La Orden, en diferencia con la doctrina sufí más tradicional, no apoyaba ritos del misticismo tales como las procesiones o la música ya que se alejaban del camino de la rectitud. Es por ello que la Orden puso énfasis en emular al profeta ya que solo así se podría lograr la perfección, regulando las conductas y la moralidad, donde el misticismo no puede entrar. El misticismo siempre debe de desempeñar un papel complementario para la fe, pero nunca debe de substituir el conocimiento o la razón.
El éxito de la Orden en Cirenaica se debió a su origen tribal y beduino, su carácter austero y no fanático y su tolerancia al culto de los santos. No obstante, el factor clave para consolidarse fue la capacidad de elevar la persona de Sayyid Muhammad a la de santo, lo que contribuyó a crear una identidad nacional en la zona. La elevación del Gran Sanusí a santo fue clave para establecer una autoridad en las comunidades beduinas. Al declararse Jerifes (descendientes del profeta) se otorgaban a los líderes una legitimación y autoridad. Esto era un recurso de baraka, una legitimación carismática entre las comunidades beduinas, donde se tenía el pensamiento que unos morabito, los hombres que vienen a predicar la fe, les enseñarían la guía correcta a seguir en la vida. Sayyid Muhammed era visto como un ulema (un hombre inteligente y de sabiduría) y como un muhakkan (hombre con potestad de arbitrar), dándole más autoridad a los miembros de la Orden. Es por ello que la Orden encontró un gran recibimiento entre la población beduina del norte de África, concretamente en Cirenaica, con el objetivo de emular la sociedad del profeta.
La Orden daba seguridad, organización y sobre todo, sucesión. La visión misionaría de la Orden creaba un vínculo de unión en la Orden que junto a la baraca actuaba de cohesión. Trajo consigo valores morales y espirituales a los residentes de la zona y supo adaptar la Orden a las necesidades tribales. Sayyid Muhammed no convirtió a los beduinos al islam ya que eran musulmanes antes de su llegada pero sí les inculcó valores de reflexión sobre la religión que procesaban. Sayyid Muhammad murió en 1859 y le sucedió su hijo Mohammed al-Mahdi.

### Desarrollo de la Orden bajo Mohammed al-Mahdi
Bajo el liderazgo político de Mohammed al-Mahdi la Orden llegó a su máxima expansión. Se dividió las tareas de la Orden con su hermano al-Sayyid Muhammad al-Sharif quien se encargó de la parte religiosa. al-Mahdi se dedicó al estudio aunque no dejó ninguna clase de documentos escritos por él. Su reputación como organizador fue lo que más resaltaban sus seguidores ya que fue bajo su liderazgo donde se pudo penetrar en Sudán y en el Sahara, lo que requirió bastante atención, quienes elevaron su figura a la de santo. El imperio se financiaba por las rutas y el comercio y las caravanas que pasaban por el desierto. Dejó un margen a su sucesor, Sayyid Ahmad, que hubo de asumir el papel de hacer frente a la expansión del colonialismo.

## El legado del Imperio otomano

### Relaciones y convivencia
La capacidad de movilización y de control sobre los beduinos hacían de la Orden un actor clave para la estabilidad tanto social como territorial de la zona. La Orden se adaptaba al sistema tribal de los beduinos lo que otorgaba a la Orden una organización política estable para enfrentarse a otros sistemas políticos, entre ellos el otomano.
Bajo la administración otomana, las relaciones con la Orden fueron de interés mutuo, donde la estabilidad, paz y control eran pilares claves de su relación. Este colchón de intereses rebajaba las tensiones entre los dos actores para evitar la rebelión o el conflicto que pudiera usarse en su contra y beneficiar a los poderes europeos deseosos de expandirse bajo proyectos imperiales. Por ello, frente a la amenaza europea, la Orden aceptaban la autoridad del Sultán por motivos de seguridad frente a las potencias europeas y por la protección del islam y los otomanos daban un amplio margen de maniobra a los sanusís.
No obstante, existían puntos de desencuentro entre los dos actores. Dichas tensiones giraban en torno a la recaudación de impuestos. La Administración otomana toleraba que la Orden controlase materias de gobierno como la justicia, la educación y creencias para mantener un orden social pero exigían un pago de impuestos que les garantizasen la sumisión de la Orden. Los beduinos eran reacios a pagar impuestos ya que ya pagaban una zakat, un pago religioso a la Orden, y no sentían obligación de pagar a los otomanos. Por ello, se organizó un sistema descentralizado de pago, donde el imperio otomano instauró mudires arabo-turcos que recaudaban el dinero que los Sheikhs recopilaban gracias a las responsabilidades jerárquicas tribales, donde cada puesto jerárquico tenía una responsabilidad de recaudación para poder aspirar a privilegios. Este nuevo sistema permitía un control de la Orden tanto interna como externa dándole una mayor institucionalización.
Los impuestos eran flexibles. Los otomanos comprendían la complejidad y por ello no presionaban de una forma constante. Podían pasar años sin que se recaudasen impuestos. No obstante, se recaudaba una cantidad, al menos simbólica que satisficiera al imperio. De esta forma se materializaba la alianza con la Orden, donde los pagos de impuestos garantizaban seguridad.
La alianza de convivencia siguió activa incluso con la revolución de los jóvenes turcos. Aunque no compartían la política revolucionaria, aceptaron la situación ante las amenazas francesas y sobre todo italianas.
El legado de los otomanos en el territorio que hoy conocemos como Libia fue muy importante para el desarrollo de acontecimientos futuros. La Orden adquirió gracias a la administración otomana un sentimiento de nación, un inicio de institucionalización y sobre todo presencia en el plano político con representación en el propio imperio otomano reconocido en el exterior. Este sentimiento de pertenencia a una nación probaron ser muy efectivos ante los italianos y franceses, donde las fuerzas europeas fueron incapaces de hacerles luchar en contra de los turcos. El sentimiento de nación durante la administración se fue moldeando para desvincularse de los otomanos. No obstante, se estabilizó para hacer frente a los poderes europeos. La presencia otomana también benefició la comunicación entre las tres provincias y a la burocracia. Se crearon instituciones tanto administrativas como militares y se fortalecieron las costas.

## La invasión y colonización italiana

### La invasión italiana: Primera guerra Italo-Sanusi: 1911-1917
La guerra italo-sanusí fue clave para el futuro de la Orden tanto su organización política como en su presencia internacional de cara a la Segunda Guerra Mundial. Hay que entender el contexto de la política internacional para poder entender el desarrollo de la guerra. Europa se encaminaba hacia la Primera Guerra Mundial propulsada en gran medida por los deseos coloniales de los poderes europeos sobre todo en el Norte de África, donde Reino Unido, Francia e Italia se disputaban su control. Italia en 1912 había cumplido 50 años de unificación, donde el proyecto imperialista jugó en gran parte para integrar un proyecto en el que se aspiraba a tener crecimiento económico, hacer frente a la alta demografía en Italia y establecerse como un poder imperial en Europa. Libia era vista como proyecto clave tras la derrota en Etiopía y recuperar un sentimiento de seguridad que se había debilitado ante los ojos de los italianos. Libia pasó a ser pilar fundamental en la seguridad del mediterráneo para Italia.
Aunque el Imperio otomano tuvo un papel en la guerra contra los italianos, la dinámica de la guerra y el desarrollo en los Balcanes harían que cambiasen de estrategia, relegando la Guerra a los sanusies con la firma de paz Italo-Turca el 17 de octubre de 1912. La paz entre ambos incluía que Libia fuera soberanía italiana y demandaba la retirada de los turcos del territorio ignorando a la población árabe y beduina. Ambas condiciones fueron rechazadas por la Orden.
Esta firma no fue compartida por los propios árabes ni las tribus que vieron en Sayyid Ahmad y en la Orden un símbolo de resistencia donde su debilidad militar era compensada por su fuerte vínculo de identidad férreo ante los italianos. Desde Italia, subestimaron el poder de las tribus donde su sentimiento de resistencia y de lealtad hacia el califato turco hicieron que los italianos tuvieran que pelear una guerra de guerrillas. La resistencia sanusí probó ser efectiva, aunque a la larga resultó en un gran coste humano y territorial que se prolongó por la entrada en la Primera Guerra Mundial. La entrada en Primera Guerra Mundial hizo que los turcos dieran armas y preparación militar de forma directa, pero solo fue suficiente para mantener viva la resistencia y desgastar a Italia.
La Orden se vio más presionada ante los avances británicos y franceses. Egipto, controlado por el Reino Unido hacía frontera y presionaba a Sayyid Ahmad que, aunque no quería entrar en conflicto con los británicos tampoco tenía otra opción de controlar su avance. Es por tanto en este momento cuando se da una división en la Orden en cuanto a estrategia, donde Sayyid Ahmad apelaba a la yihad y a la resistencia ante cualquier agresión colonial frente a Mohammed Idris al-Senussi (años más tarde rey como Idris I de Libia), primo de Sayyid Ahmad, que veía la paz y las negociaciones como posibilidad de resistencia. Sayyid Ahmad decidió atacar al Reino Unido bajo la presunción de incluirles en un conflicto directo con Italia que llevaría a unas negociaciones de paz, donde esperaba que Reino Unido mediaría a favor de la Orden para debilitar a Italia.
Tanto los británicos como los italianos veían que no podían conseguir un acuerdo con Sayyid Ahmad en las negociaciones de paz y pusieron su foco en Mohammed Idris. Los europeos querían paz y estabilidad y centrarse en la guerra en Europa y por tanto, apoyaron la figura de Mohammed Idris como líder. Ante los desarrollos de la guerra, Sayyid Ahmad dimitió a favor de Idris, relegándose en el plano religioso de la Orden. No obstante, volverá a desarrollar un papel en contra de los italianos.
Sayyid Ahmad fue un caudillo que heredó un imperio y tuvo que hacer frente a los desarrollos coloniales. Probó ser un símbolo de resistencia y tanto las tribus como los beduinos alabaron su capacidad. No obstante, la Orden tuvo que adaptarse, y las negociaciones de paz hicieron que no desapareciera como ente político. De haber continuado la guerra, probablemente la Orden hubiera desaparecido.
- Véase: Campaña del Senussi

### Los acuerdos de paz y el papel del Reino Unido
El periodo de paz alcanzado con la entrada en las negociaciones fue un periodo más que para la búsqueda de una paz y estabilidad, para una recuperación para la Segunda guerra italo-sanusi con la entrada del régimen fascista en Italia en 1922.
Los acuerdos alcanzados daban respiro para los británicos y la Orden. Aunque se consiguieron acuerdos para dividir la soberanía del territorio de Cirenaica, donde la Orden en un principio se negaba a conceder, fueron los italianos quienes se vieron más reacios a compartir soberanía.
Hay que destacar que las negociaciones se desarrollaban en un periodo de estrategia europea. Los británicos querían un desgaste de los italianos y apoyaban a los sanusies siempre y cuando les beneficiara para mantener el control de la zona. La Orden se alineó con los británicos y albergaban como gran poder el control de los beduinos y sobre todo el arma del pan-arabismo. Fruto de estas negociaciones, los sanusíes permitieron la expedición anglo-egipcia organizada por Ahmed Hassanein a los oasis del desierto líbico.
La escalada de tensión aumentaba con las dinámicas en la propia Italia, afectando al liderazgo de Mohammed Idris que veía como su plan diplomático se quebrantaba. La figura de Sayyid Ahmad volvió a escena ya que este era un hombre de guerra y resistencia. Las negociaciones se rompieron ya que las tensiones llevaron a conflictos en Cirenaica entre italianos y sanusies. Por tanto, era inevitable una guerra entre ambos, que estalló en 1923, donde los sanusies perderían.

### La segunda guerra italo-sanusí 1923-1930 y entrada de la colonización
La segunda guerra supuso el exilio de la Orden, con el líder Mohammed Idris exiliado en Egipto y la colonización de Libia después de dos largas guerras. Italia se benefició de un panorama tranquilo después de la Primera Guerra Mundial y sobre todo por el ímpetu fascista de expansión colonial. Los italianos, con mejores armas y artillería lograron expandirse a lo largo de Libia. La Orden, exhausta de la primera guerra tuvo que exiliarse en el extranjero. Los avances italianos provocaron la división, pero no la destrucción, de la Orden que siguió personificada en Mohammed Idris. Aunque durante la segunda guerra la Orden fue descalificada por los propios beduinos debido a su exilio, el vínculo emocional con la Orden nunca desapareció. La baraca de la familia sanusí seguía siendo un vínculo de legitimación política que daba cohesión e identidad a la lucha.

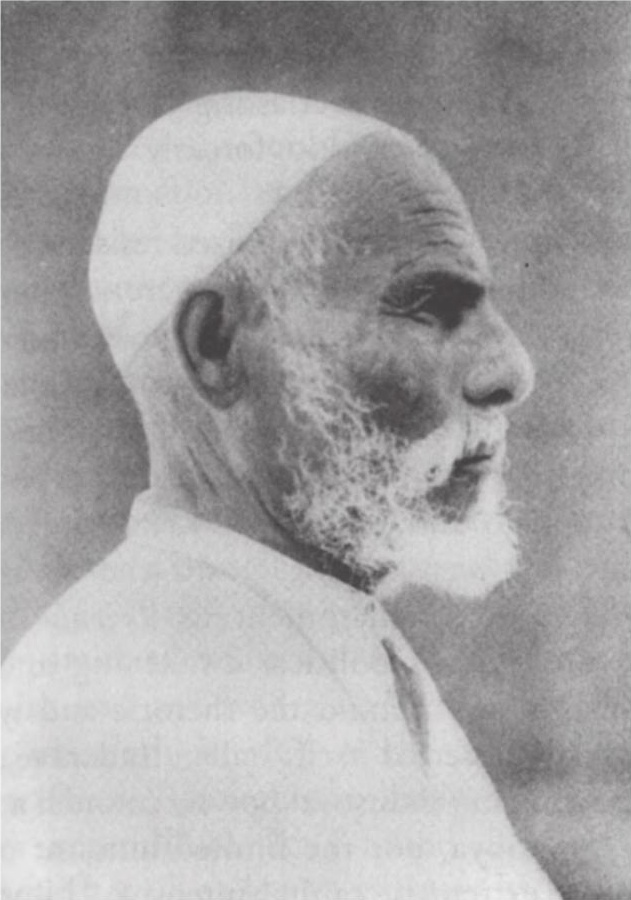
Omar Al-Mukhtar

Los beduinos hicieron frente a los italianos independientemente de la Orden y encontraron en Omar Al-Mukhtar la personificación de resistencia y lucha. Al-Mukhtar fue el líder de la resistencia colonial italiana donde su conocimiento del territorio árido y su liderazgo permitieron llevar a cabo estrategias de emboscadas. Logró organizar a más de dos mil beduinos para la luchar bajo el nombre de la Orden Sanusi. La lucha se consideró una de guerrillas ya que no existía formalidad alguna. Al-Mukhtar se negó a abandonar la tierra y luchó hasta su captura y ejecución en 1931 en público elevandole a mártir por la Orden, dando fin a la resistencia colonial.
El régimen fascista intentó colonizar mediante la expropiación de tierras fértiles y la puesta en marcha de un sistema educativo que pudiera asimilar a parte de los beduinos para crear una élite leal al régimen que aunque logró tener recepción, no fueron capaces de ganarse la lealtad de los beduinos. Esto no fue bien recibido por los beduinos que veían la expropiación como una violación de la Sharia y atentaba a su sustento económico y valores culturales. No fue suficiente para lograr lealtad. Los italianos eran mal recibidos por los beduinos después del conflicto y desconfiaban de sus intenciones en todo momento. El régimen intentó acercarse mediante el respeto al islam y a las creencias islámicas de los beduinos pero se olvidaban que ellos seguían la confesión de la Orden. El régimen incluso llegó a construir mezquitas que no eran utilizadas por los beduinos ya que estos iban a los lugares de culto sanusíes, muchos de ellos derruidos por fuerzas italianas.
Libia había quedado devastada por las dos guerras en su totalidad y los italianos tuvieron que invertir una gran suma de recursos para poder cultivar y reconstruir el territorio dañado y hacer frente al clima árido. La invasión italiana dejó a más de 300.000 muertos de apenas un millón de habitantes.
La espera de Mohammed Idris en Egipto logró sus frutos cuando Italia decidió unirse con Alemania en la Segunda Guerra Mundial. La oportunidad política que se presentó fue recogida y no dudaron en acercarse a los británicos. Después de conversaciones entre los dirigentes de la Orden y los ingleses, se logró formar un ejército llamado (en la traducción inglesa) Lybian Arab Force, formado por sanusíes en el exilio y prisioneros para pelear en el desierto este.
Los sanusíes pelearon bajo su propia bandera y fueron bien recibidos por los beduinos. Finalmente, Sayyid Mohammed Idris fue proclamado rey Idris I en 1951.

## La independencia y creación del Estado de Libia

### Reinado del rey Idris y causas de la revolución

La bandera de Libia del periodo 1951-1969, vigente nuevamente desde 2011.

Tras terminar la Segunda Guerra Mundial y apoyado por los aliados, Libia se creó como estado-nación en 1951 gobernado por el rey Idris. No obstante, se dieron duras negociaciones a nivel internacional, regional y local para llegar a un acuerdo estable. El impulso para que se coronara al rey Idris como autoridad política en el país lo proporcionó la guerra fría donde tanto EE. UU. como Reino Unido veían en Libia un estado fundamental para combatir el avance de la Unión Soviética. No obstante, esta decisión provocaría desencuentros ya que no se ajustaba a la realidad del país.

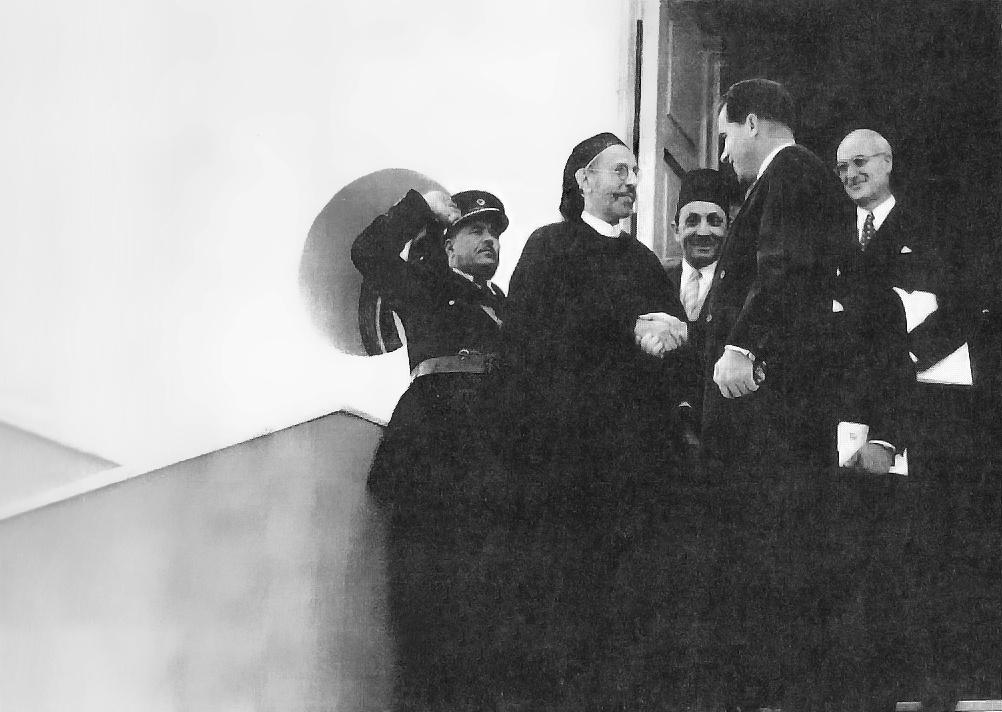
El rey Idris con el presidente Richard Nixon.

Desde este momento, la historia de Libia iba a cambiar ya que tenía que adaptar una sociedad tribal a un estado-nación desconocido por las tres tribus de las tres regiones: Cirenaica, Tripolitania y Fazán. El rey Idris heredó la tarea de crear una ideología y sentimiento nacionalista donde todos pudieran encajar. Se vio condicionado por varios factores. El primer factor fue que heredó una nación pobre y sin recursos. Libia en el año de su independencia era considerado el país más pobre del mundo donde más del 90 % era analfabeta. Libia no tenía instituciones ni recursos humanos que pudieran hacer funcionar el país por tanto durante la primera década estuvo muy limitada por la ayuda internacional, en gran parte desde Estados Unidos. A esto hay que sumarle el descubrimiento de petróleo que terminó por determinar el modelo de estado propio de una monarquía petrolera altamente personalista. El rey Idris no pudo evitar que la corrupción y favoritismo fueran política estatal tal y como se encontraba Libia. Por ello, no albergaba necesidad de construir instituciones efectivas ni una ideología unitaria ya que no era necesario la recaudación de impuestos. A esto hay que sumarle la influencia de las empresas petrolíferas que tenían la capacidad de extraer el petróleo.
Bajo el reinado de Idris, empezó un legado de exclusión social y política de la ciudadanía. Este modelo político altamente centralizado no era bien recibido por las generaciones más jóvenes libias. Estas generaciones estuvieron influidas por el pensamiento árabe nacionalista de la región. El gran ejemplo estuvo en Tripolitania. Era la región más urbana de las tres donde las generaciones más jóvenes apostaban por una mayor inclusión en el sistema político. Desde Cirenaica no se veía con buenos ojos este hecho y tras el descubrimiento del petróleo logró escapar de las tensiones políticas. No obstante, la entrada de nuevas ideas políticas había rebajado la popularidad de la Orden, lo que en un futuro se vería incapaz de aglutinar bajo su prisma ideológico a la población excluida durante la crisis que llevaría a una revolución.
El rápido ingreso de dinero procedente del petróleo precipitó la transición tradicional a una moderna en un periodo muy corto de tiempo, donde se dieron dislocaciones sociales y económicas en la sociedad. A esta situación social se le añadía la incapacidad de adaptar el reinado a los movimientos pan-árabes que apelaban a las nuevas generaciones. Este contexto llevó a que una generación de jóvenes revolucionarios libios de las fuerzas armadas lideradas por Muamar el Gadafi llevara a cabo una revolución en 1969.